# Tadeusz Pruszkowski

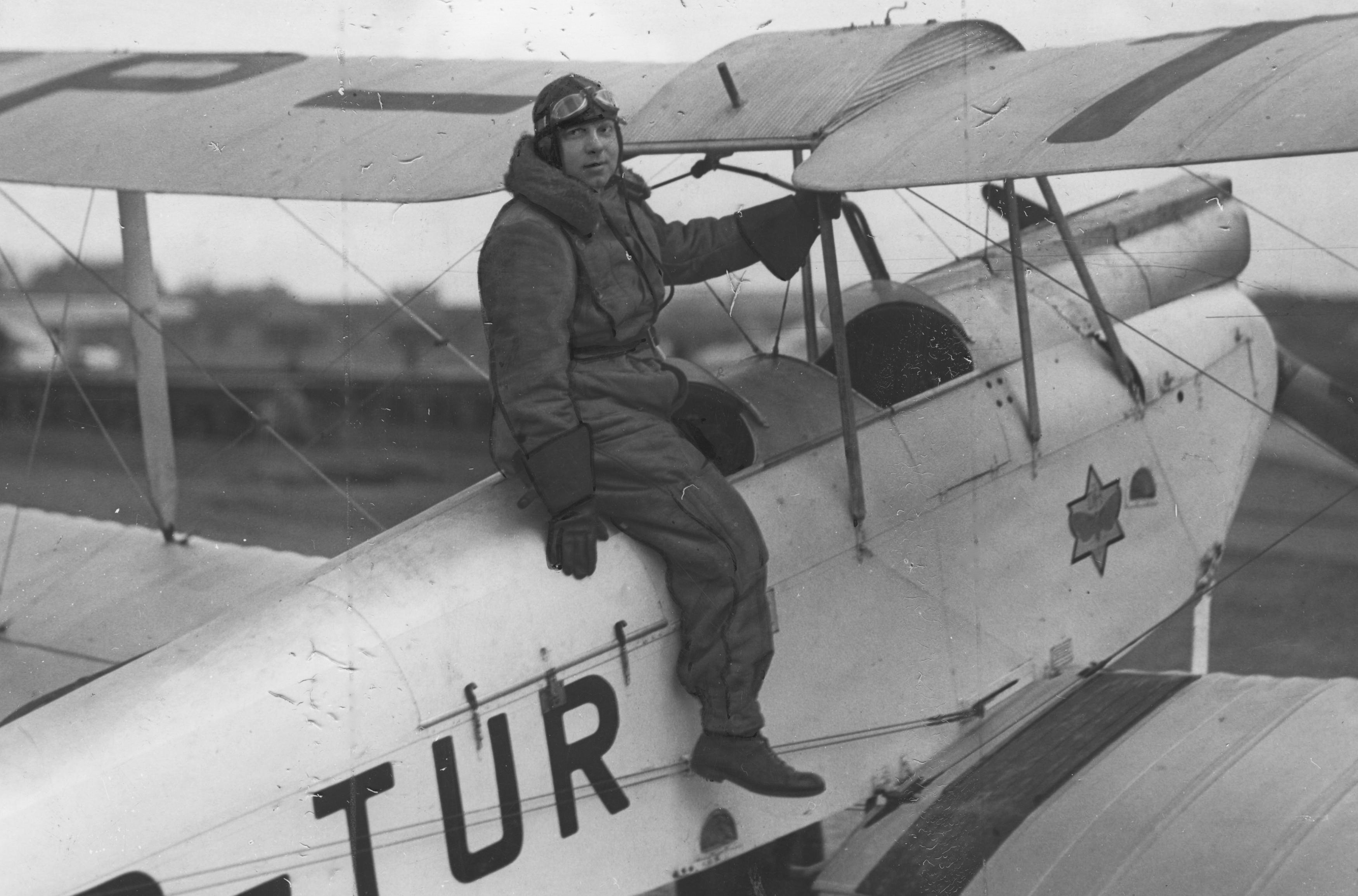
Tadeusz Pruszkowski
i jego de Havilland DH.60 Gypsy Moth

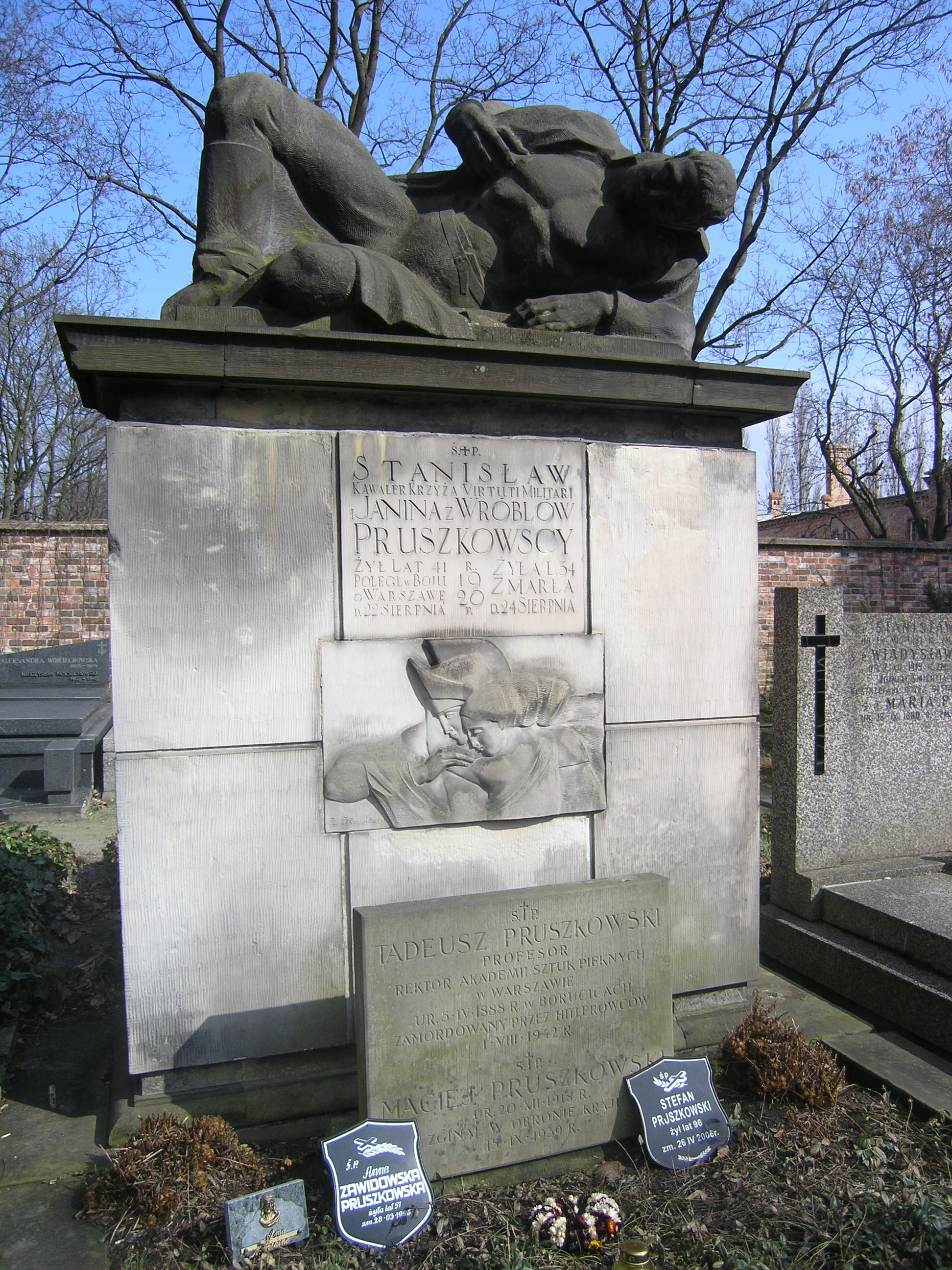
Grób Tadeusza Pruszkowskiego – malarza i rektora Szkoły Sztuk Pięknych na Starych Powązkach w Warszawie

Tadeusz Pruszkowski (ur. 5 kwietnia 1888 w Borucicach k. Łęczycy, zm. 30 czerwca /lub 1 sierpnia/ 1942 w Warszawie ) – polski malarz, krytyk artystyczny i pedagog. Członek ugrupowań: „Młoda Sztuka”, Stowarzyszenie Artystów Polskich „Rytm”, „Bractwo św. Łukasza”, „Loża Wolnomalarska”, „Szkoła Warszawska” i „Grupa Czwarta”. Był związany z Warszawą i Kazimierzem Dolnym.

## Życiorys
Urodził się w rodzinie Gustawa i Marii z Cygańskich. Studia rozpoczął w 1904 w Szkole Sztuk Pięknych w Warszawie, był uczniem Konrada Krzyżanowskiego. Od 1908 kontynuował naukę w Paryżu, należał tam do skupiającego polskich pisarzy i artystów o przekonaniach monarchistycznych Klubu Rojalistów. W tym okresie artysta odbywał podróże do Szwajcarii i Algierii. W 1911 powrócił do Warszawy, gdzie został współzałożycielem ugrupowania plastycznego „Młoda Sztuka”. W 1914 w Towarzystwie Zachęty Sztuk Pięknych miała miejsce pierwsza indywidualna wystawa jego twórczości.
Postępując zgodnie z zamysłem ideowym, wszyscy członkowie „Młodej Sztuki” wstąpili 5 sierpnia 1915 w szeregi Legionów Polskich. Fundusze ugrupowania zostały przekazane na ekwipunek dla ochotników wstępujących w szeregi Legionów. Tadeusz Pruszkowski przyjął pseudonim „Rdza” i został przydzielony do dowodzonego przez rotmistrza Władysława Belinę-Prażmowskiego 1 plutonu 1 szwadronu 1 pułku ułanów, a następnie został zaszeregowany do sztabu tego Pułku w stopniu ułana. Podczas pobytu Pułku na Wołyniu stworzył pokaźną kolekcję portretów dowódców i żołnierzy, która została pokazana podczas wystawy w warszawskiej Zachęcie. Do rezerwy przeszedł w 1917 i poświęcił się malarstwu.
W 1918 został asystentem w warszawskiej Szkole Sztuk Pięknych, dwa lata później uczestniczył w XII Biennale w Wenecji. Po śmierci Konrada Krzyżanowskiego od 1 grudnia 1922 został mianowany profesorem kontraktowym, w tym samym roku miała miejsce druga indywidualna wystawa artysty (również w Galerii Zachęta) oraz wstąpił do Stowarzyszenia Artystów Polskich „Rytm”. Pracownia Tadeusza Pruszkowskiego (nazywanego przez studentów „Pruszem” lub „Grubym”) stała się prężnym ośrodkiem kreowania życia artystycznego. Założenia profesora kontynuowały tworzone przez niego ugrupowania artystyczne. Od 1923 organizował dla studentów uczelni letnie plenery artystyczne w Kazimierzu Dolnym, od 1 listopada tego roku został pełnoprawnym profesorem. Wybudował tam willę według projektu prof. Lecha Niemojewskiego. W 1925 wspólnie z miejscowym księdzem Stanisławem Szepietowskim założył Towarzystwo Przyjaciół Kazimierza. W 1926 powstał z jego inicjatywy nakręcony w Kazimierzu Dolnym film Szczęśliwy wisielec, czyli Kalifornia w Polsce. W 1927 miała miejsce wystawa indywidualna jego prac w salonie wystawowym Związku Zawodowego Polskich Artystów Plastyków. Podczas organizacji Powszechnej Wystawy Krajowej w Poznaniu w 1929 był współodpowiedzialny za Dział Sztuki.
W latach 1925–1930 działało „Bractwo św. Łukasza”, od 1929 do 1939 „Szkoła Warszawska”, których był inicjatorem i członkiem. W 1930 objął funkcję dyrektora Szkoły Sztuk Pięknych w Warszawie, a w 1932, gdy uczelnia została podniesiona do rangi Akademii, został jej pierwszym rektorem (1932–1936). Również w 1930 był współinicjatorem powołania Instytutu Propagandy Sztuki, należał rady tego Instytutu, był również członkiem Towarzystwa Szerzenia Kultury Polskiej wśród Obcych. W 1932 powstało kolejne ugrupowanie „Loża Wolnomalarska” (w 1935 zmieniło nazwę na „Lożę Malarską”). W 1934 był inicjatorem powstania Bloku Zawodowych Artystów Plastyków, od początku lat 30. parał się również krytyką sztuki i publikował swoje felietony na łamach „Gazety Polskiej”. Również w 1934 uczestniczył w XIX Biennale w Wenecji, 19 grudnia tego roku otrzymał tytuł profesora zwyczajnego. W 1935 powstało ostatnie z ugrupowań zainicjowanych przez Tadeusza Pruszkowskiego – „Grupa Czwarta”.
Jego uczniem był Natan Korzeń.
W 1935 został odznaczony Złotym Wawrzynem Akademickim Polskiej Akademii Literatury. W 1938 został pierwszym honorowym obywatelem Kazimierza Dolnego. Wybuch II wojny światowej zastał go w Kazimierzu Dolnym, razem z żoną wyjechał do Warszawy i pozostawał tam przez cały czas, praktycznie nie opuszczając domu. Został aresztowany w nocy z 30 czerwca na 1 lipca 1942 i przetransportowany do siedziby Gestapo w Alei Szucha. Po przesłuchaniu przewożono go do więzienia na Pawiaku, zginął zastrzelony podczas próby ucieczki z konwoju podczas przejazdu ulicą Orlą. Do 1945 jego ciało spoczywało na terenie boisk Skry przy ulicy Okopowej razem z ofiarami Getta. Po wyzwoleniu dokonano ekshumacji i przeniesienia zwłok do grobu na cmentarzu Stare Powązki (kwatera II-3-8,9).

### Małżeństwo i rodzina
28 stycznia 1914 poślubił poznaną w Paryżu Zofię Sewerynę z Katarzyńskich (1887–1957), zwaną „Zuzią” – artystkę malarkę. Była jego muzą i modelką m.in. w obrazach Melchancholia i Portret Zofii z kaktusem. Nie mieli dzieci. Ponadto był stryjem złotniczki Jadwigi Zaremskiej, pionierki polskiej szkoły srebra.

## Twórczość
W początkowym okresie twórczości zajmował się tematyką historyczną. Następnie malował portrety, na jego obrazach znalazło się wiele osób pochodzących z ówczesnych elit rządowych i intelektualnych. Portretował m.in. Józefa Piłsudskiego, Gabriela Narutowicza i Stanisława Wojciechowskiego. Na obrazach swoich uwieczniał również wizerunki kobiet. W tematyce jego obrazów nie brakowało także pejzaży i martwej natury.

### Galeria

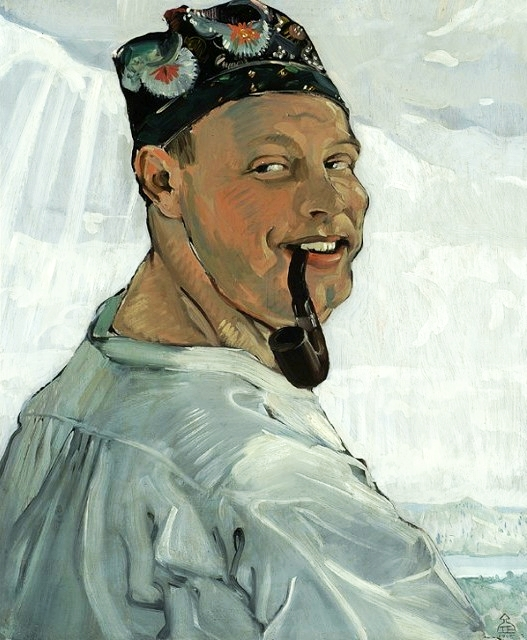
Autoportret, 1915
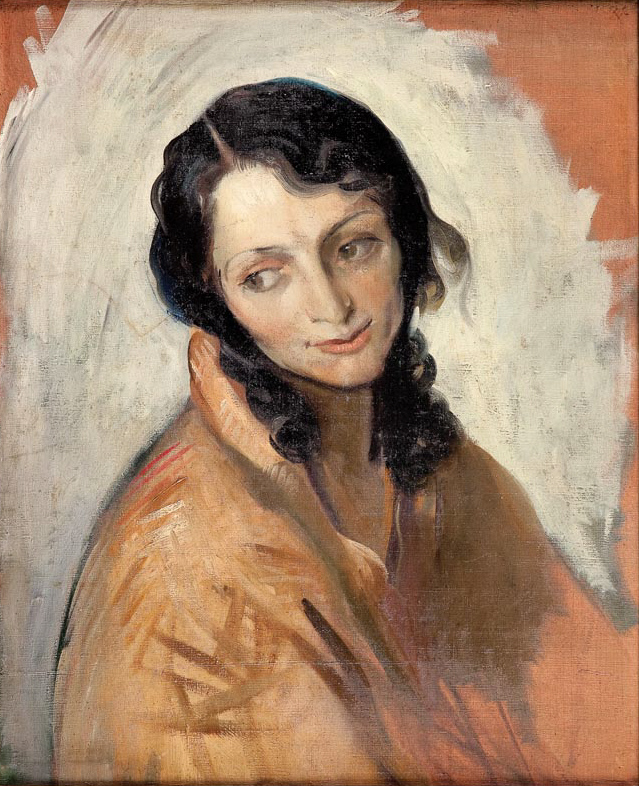
Portret dziewczyny, 1920
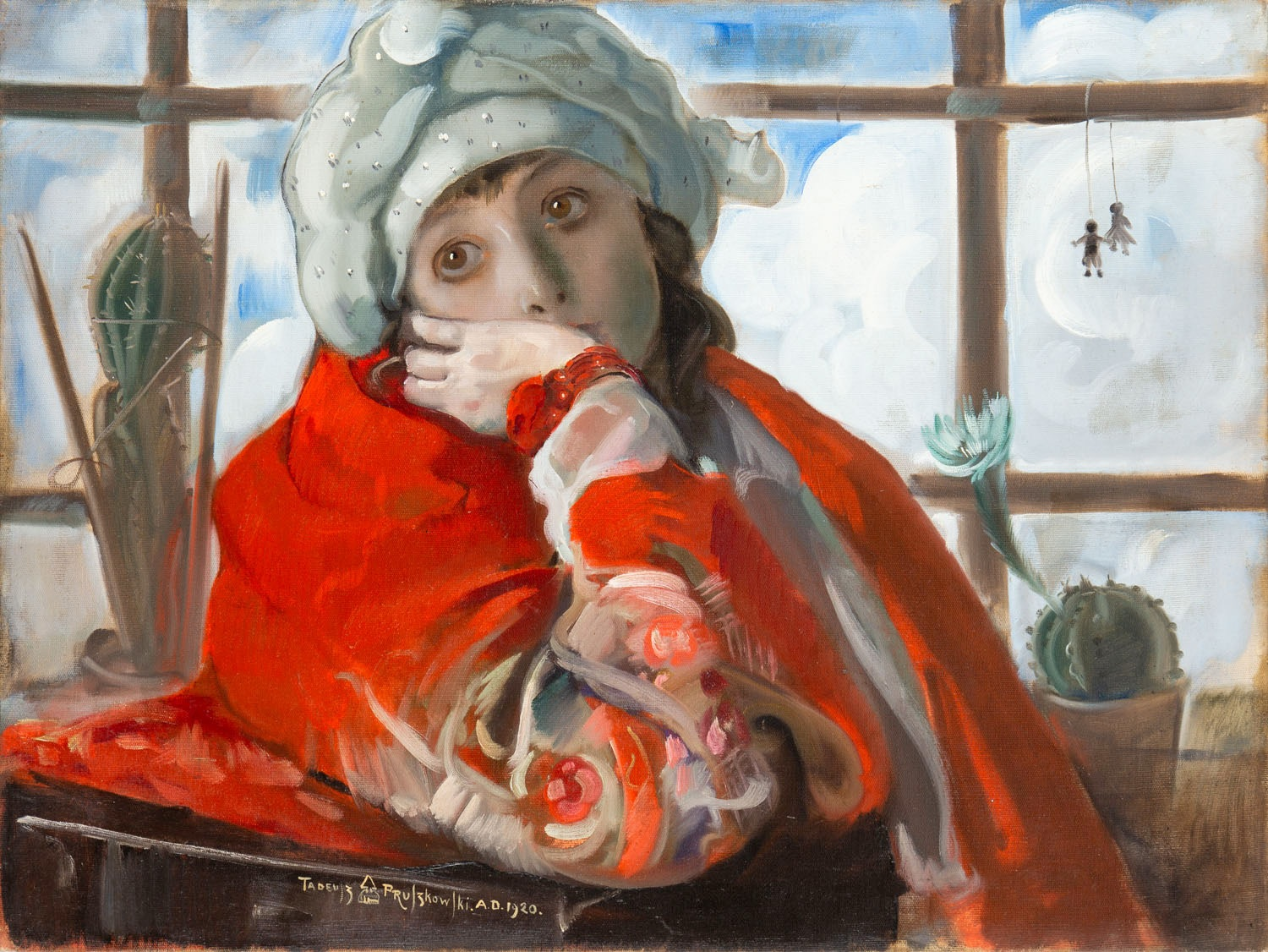
Portret Zofii z kaktusem, 1921
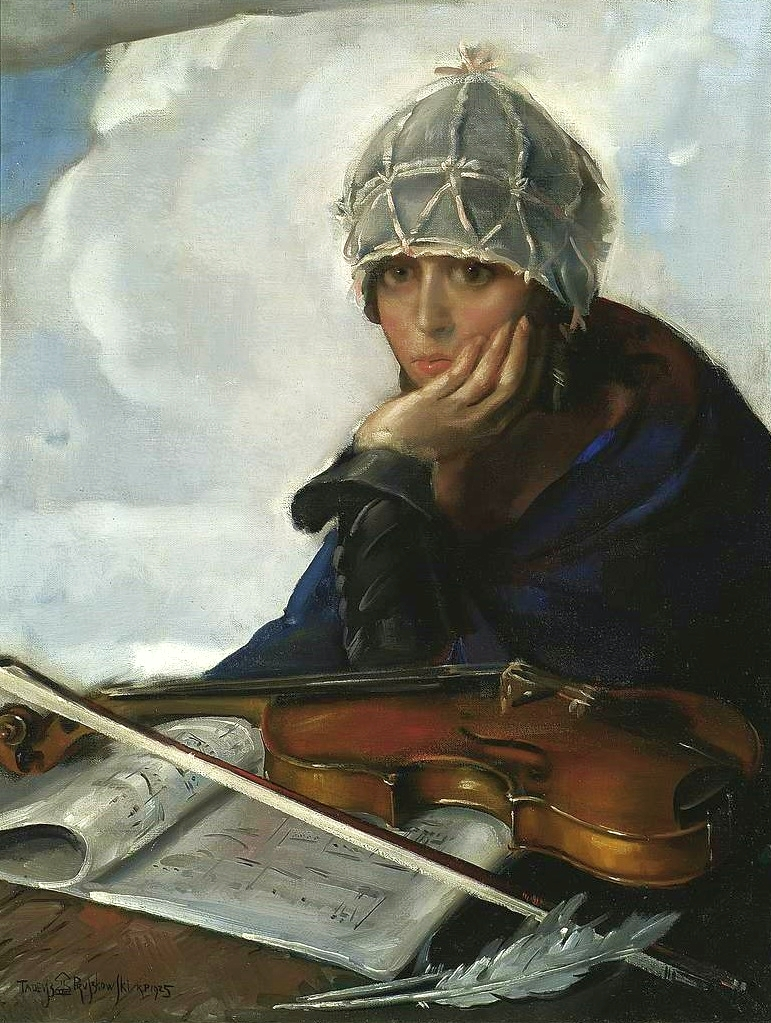
Melancholia, 1925
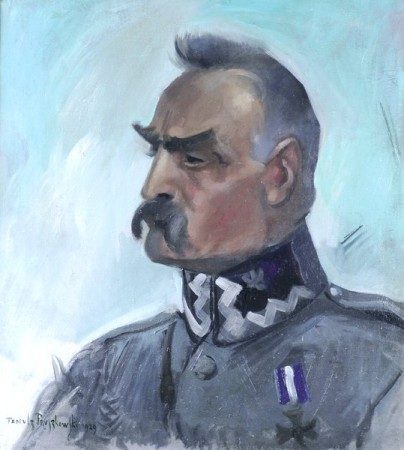
Józef Piłsudski, lata 30.

## Inne zainteresowania
Był zaangażowanym propagatorem rajdów samochodowych i lotów samolotem. Startował w rajdach, często zdobywając nagrody. Posiadał również licencję pilota i często latał własną maszyną, którą był de Havilland DH.60 Moth.

## Ordery i odznaczenia
- Krzyż Komandorski Orderu Odrodzenia Polski (10 listopada 1938)[11]
- Krzyż Niepodległości (20 grudnia 1932)[12]
- Krzyż Oficerski Orderu Odrodzenia Polski (27 listopada 1929)[13]
- Złoty Krzyż Zasługi (11 listopada 1934)[14]
- Złoty Wawrzyn Akademicki (5 listopada 1935)[15]